# Vysoká škola techniky a ekonomie v Drážďanech
Vysoká škola techniky a ekonomie v Drážďanech – vysoká škola pro aplikované vědy (německy Hochschule für Technik und Wirtschaft Dresden – Hochschule für angewandte Wissenschaften; zkráceně HTW) je odborná vysoká škola, jež je po Technické univerzitě druhou největší vysokou školou v Drážďanech. Nabízí 36 studijních programů z pěti oblastí (technika, design, ekonomie, životní prostředí) na osmi fakultách (stavební inženýrství, elektrotechnika, geoinformace, design, informatika/matematika, zemědělství/životní prostředí/chemie, strojírenství, ekonomické vědy).

## Historie

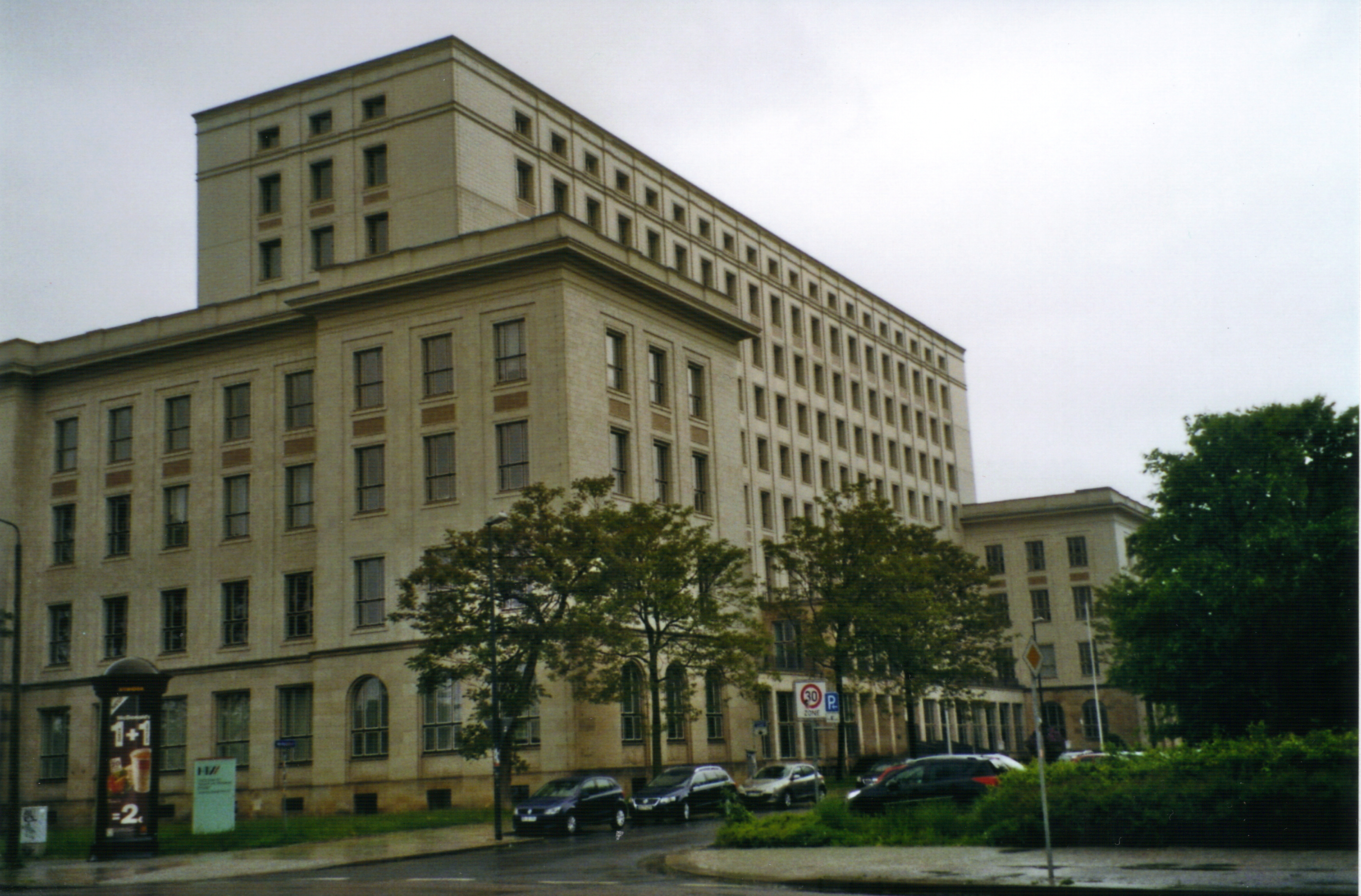
Centrální budova v denním světle

HTW byla založena 16. července 1992 na půdě někdejší Vysoké školy dopravní Friedricha Lista a původně byla rozdělena na 6 kateder s celkem 15 studijními programy. V následujícím roce byla škola rozšířena o obor zemědělství/péče o krajinu (dnes: zemědělství/životní prostředí/chemie) a oddělení designu. To bylo v rámci implementace nově nabízených studijních programů přejmenováno na Fakultu designu. V témže roce bylo otevřeno Jazykové centrum, oddělení sportu a vysokoškolská knihovna. 
HTW je od roku 2009 jedním z pěti zakládajících členů celostátního sdružení HochschulAllianz für Angewandte Wissenschaft (HAWtech). Spolu s TUD a dalšími mimouniverzitními výzkumnými institucemi je HTW přidruženým členem vědecké asociace DRESDEN-concept. V roce 2011 se mottem HTW stal slogan „V praxi dosáhnete víc“ a zároveň došlo k založení podpůrného spolku HTW Dresden e.V.  Od 1. dubna 2020 je rektorkou biochemička Dr. Katrin Salchert.

## Kampusy
HTW Dresden sídlí ve dvou hlavních lokalitách. Jednou z nich je Ústřední kampus na náměstí Friedrich-List-Platz poblíž Hlavního nádraží, druhou Kampus Pillnitz ve stejnojmenné městské části, kde se nachází Fakulta zemědělství/životní prostředí/chemie. Na obou místech jsou knihovny. V letech 2019–2023 má být vedle kampusu postavena nová učebna s laboratoří za 45 milionů €.  

## Organizace

### Rektorát

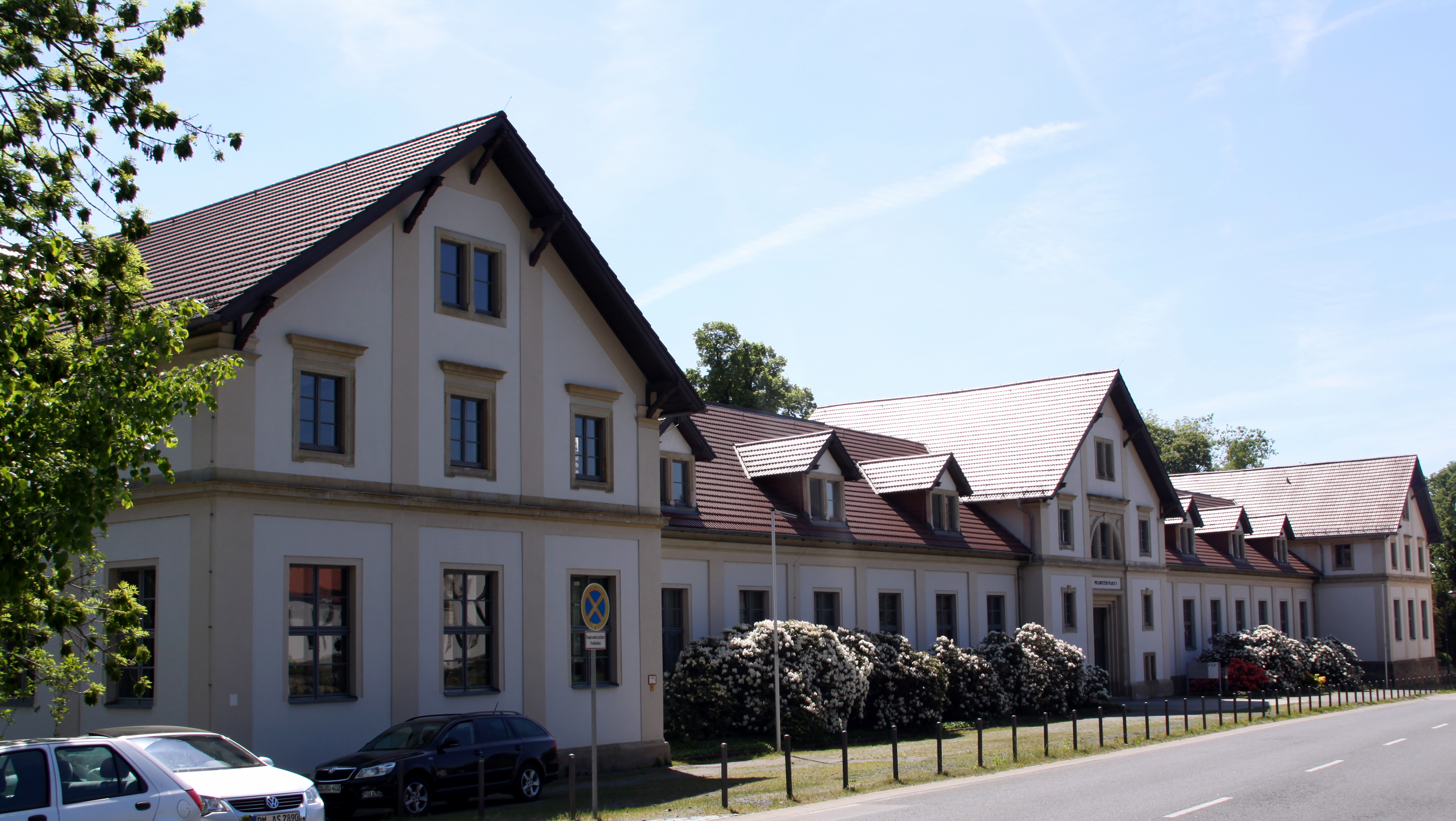
Učebny Fakulty zemědělství/pěče o krajinu v Pillnitz

Rektorát reprezentuje školu navenek a odpovídá za vedení vědecké činnosti. Úřadující rektorkou je Katrin Salchert, Anne-Katrin Haubold je prorektorkou pro výuku a studium, Gunther Göbel je prorektorem pro výzkum a rozvoj, kancléřkou je Monika Niehues. Rektor stojící v čele vysoké školy plní rozhodnutí ústředních orgánů v souladu s § 80 Saského vysokoškolského zákona. V HTW tuto funkci zastávali následující rektoři:
- Wolfgang Braun (zakládající rektor 1992–1996)
- Günther Otto (1996–2003)
- Hannes Neumann (2003–2010)
- Roland Stenzel (2010–2020)
- Katrin Salchert (od 1. dubna 2020)

Správa HTW, kterou provádí kancléř, je rozdělena do čtyř pododdělení, zvaných decernáty (Dezernat, z latinského slovesa decernere: rozhodovat):
- Decernát pro studijní záležitosti
- Decernát financí a nákupu
- Decernát lidských zdrojů
- Decernát techniky[6]

### Centrální služby

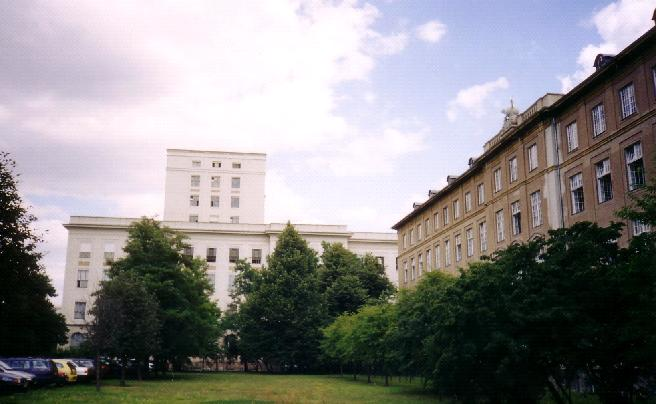
Pohled směrem k Centrální budově, vpravo učebny

#### Knihovna
Vědecká knihovna HTW Dresden slouží primárně pro studium, výuku a školní výzkum. Je ovšem k dispozici také veřejnosti k odbornému a všeobecnému vzdělávání. Kromě ústřední knihovny v areálu kampusu Friedrich-List-Platz existuje v Drážďanech rovněž pobočková knihovna v Pillnitz určená pro Fakultu zemědělství/životní prostředí/chemie. Nabídka médií odpovídá předmětům, které se na HTW vyučují.

#### Centrum výpočetní techniky
Jako ústřední zařízení HTW odpovídá centrum za IT komunikační infrastrukturu školy a provozuje hlavní server a odpovídající služby. Centrum výpočetní techniky slouží fakultám a zařízením školy, kterým poskytuje IT podporu a systémy pro zpracování dat. 

#### Sport
Nabídka sportu na HTW nabízí pod heslem „Společně studovat – společně sportovat“ různé kurzy ve sportovních odvětvích gymnastiky, fitness a míčových, bojových, cyklistických, vodních sportů.

#### Career Service
Career Service nabízí studentům nejrůznější nabídky v tzv. klíčových kvalifikacích, poradenství a koučování ve zlomových situacích, jakož i při podávání přihlášek a různé formáty pro hledání stáží, pro psaní závěrečných prací a pro nástup do zaměstnání. 

#### Centrum pro mezioborové vzdělávání (ZfB)
Zaměstnanci školy se starají o mezioborové vzdělávání studentů HTW, aby bylo zajištěno jejich dlouhodobé uplatnění. K tomu slouží školení v oblasti klíčových kvalifikací a jazykové centrum, které je přičleněno k Fakultě ekonomie.

## Fakulty a studijní programy

### Bakalářské studijní programy
Fakulta stavebního inženýrství

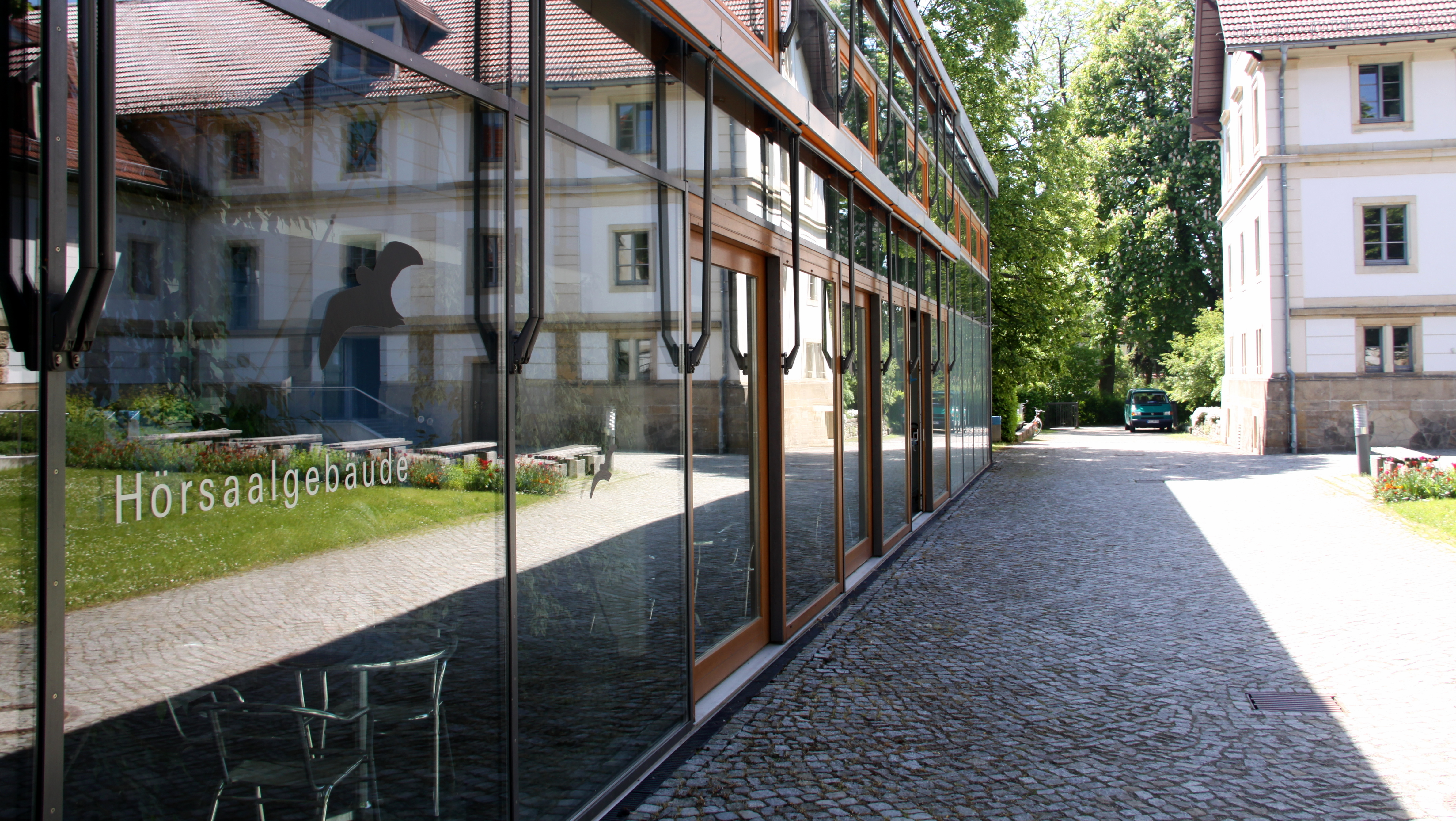
Posluchárna Fakulty zemědělsství/péče o krajinu v Pillnitz

- Infrastrukturní management (B. Eng.)

Fakulta elektrotechniky
- Elektrotechnika a informační technika (B. Eng.)
- Electrical Engineering/Elektrotechnika (B. Eng.)

Fakulta geoinformací
- Geomatika (B. Eng.)

Fakulta designu
- Design: produkt a komunikace (B. A.)

Fakulta informatiky/matematiky
- Informatika (B. Sc.)
- Mediální informatika (B. Sc.)
- Ekonomická informatika (B. Sc.)
- Správní informatika (B. Sc.)

Fakulta zemědělství/životního prostředí/chemie
- Agraristika (B. Sc.)
- Zahradnictví (B. Sc.)
- Monitoring životního prostředí (B. Sc.)
- Chemické inženýrství (B. Sc.)

Fakulta ekonomie
- Provozní hospodářství (B. A.)
- International Business (B. A.)
- Ekonomické inženýrství (B. Eng.)

### Magisterské studijní programy
Fakulta stavebního inženýrství
- Stavební inženýrství (M. Sc.)

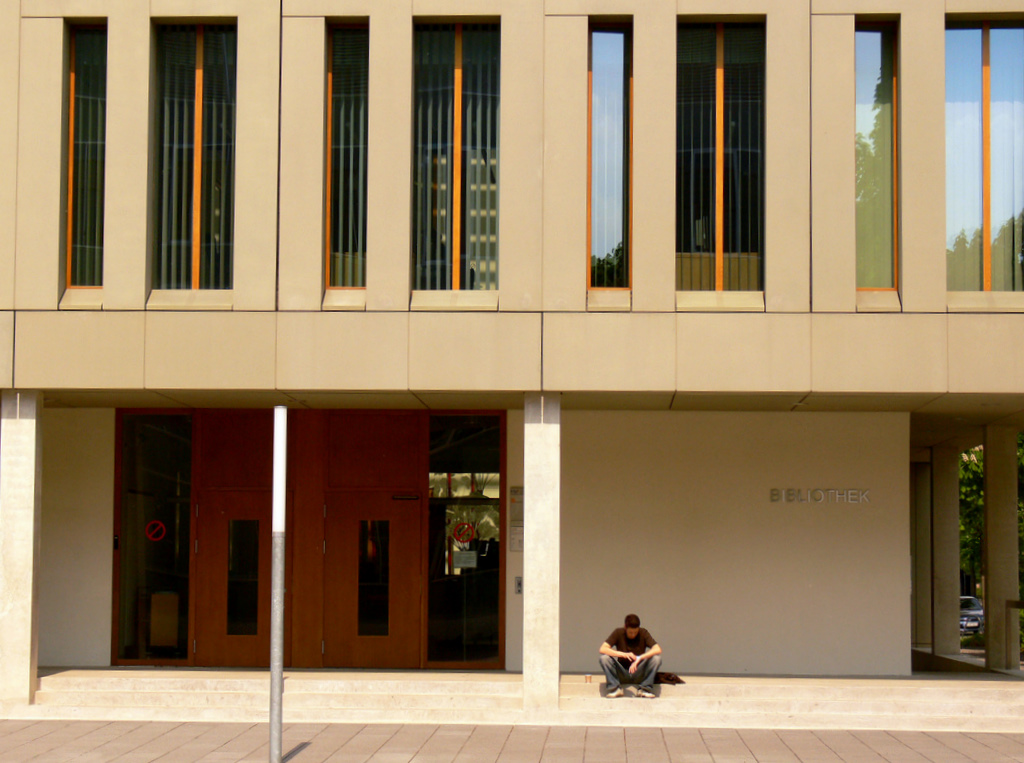
V chod do Ústřední knihovny

- Environmental Engineering (M. Sc.)

Fakulta elektrotechniky
- Elektrotechnika/Electrical Engineering (M. Sc.)

Fakulta geoinformací
- Geoinformatika/Management (M. Sc.)

Fakulta designu
- Vytváření produktů (M. A.)

Fakulta informatiky/matematiky
- Aplikované informační technologie (M. Sc.)

Fakulta zemědělství/životního prostředí/chemie
- Produktový management pro agrární hospodaření a zahradnictví (M. Sc.)
- Rozvoj krajiny (M. Sc.)
- Chemické inženýrství (M. Sc.)

Fakulta ekonomie
- International Management (M. A.) od letního semestru 2019
- Ekonomické inženýrství (M. Eng.)
- Management malých a středních podniků (M. A.)
- Human Resources Management (M. A.)

### Diplomové studijní programy
Fakulta stavebního inženýrství

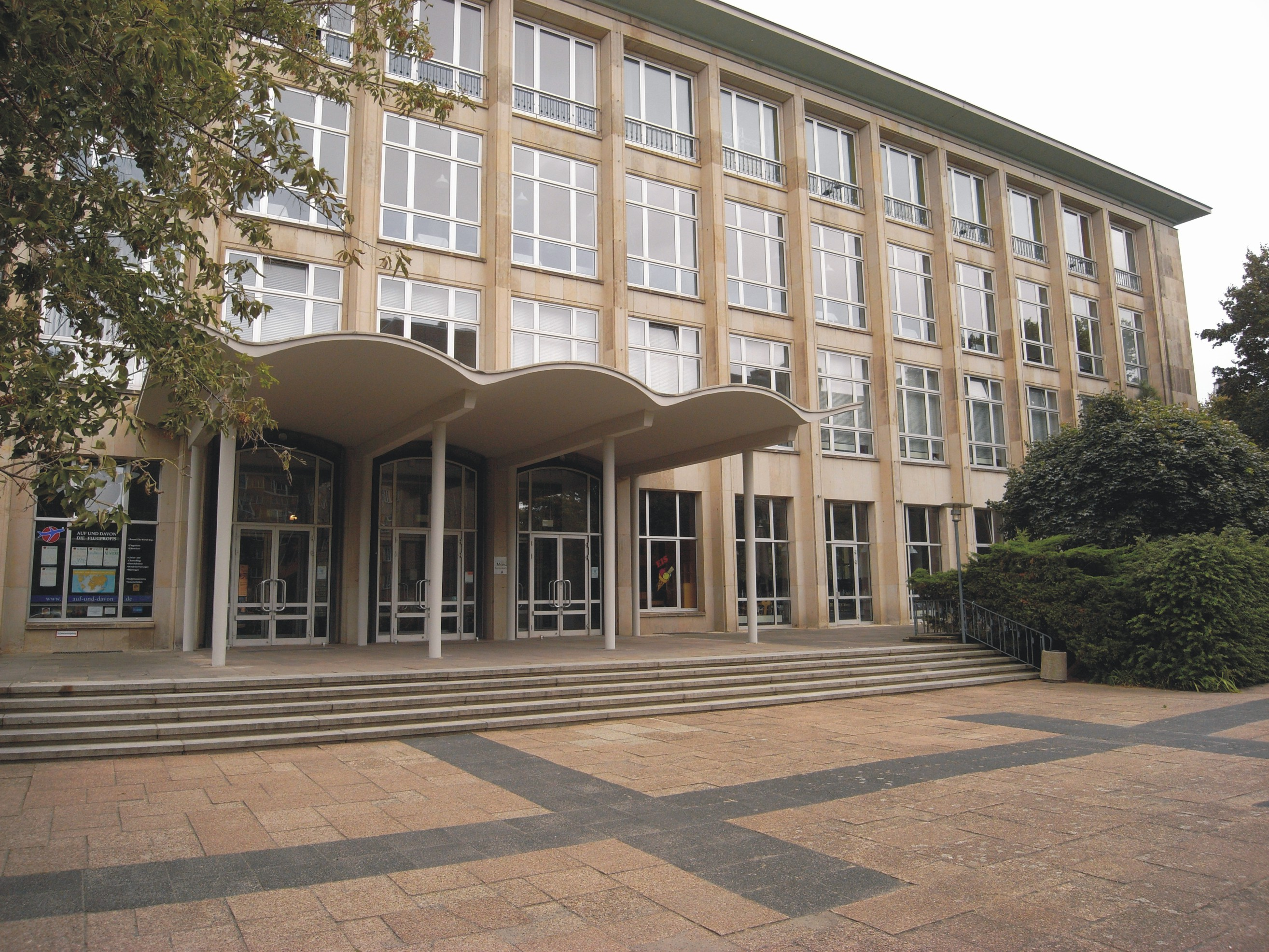
Menza v Reichenbachstraße

- Stavební inženýrství (Dipl. Ing. (FH))

Fakulta elektrotechniky
- Elektrotechnika a informační technika (Dipl. Ing. (FH))
- Dálkové studium elektrotechniky/komunikační techniky (Dipl. Ing. (FH))

Fakulta geoinformací
- Dálkové studium geodézie (Dipl. Ing. (FH))

Fakulta informatiky/matematiky
- Informatika (Dipl. Ing. (FH))
- Mediální informatika (Dipl. Ing. (FH))
- Ekonomická informatika (Dipl. Ing. (FH))

Fakulta strojírenství
- Všeobecné strojírenství (Dipl. Ing. (FH))
- Technologie vozidel (Dipl. Ing. (FH))
- Produktová technika (Dipl. Ing. (FH))
- Systémová technika budov (Dipl. Ing. (FH))

## Výzkum

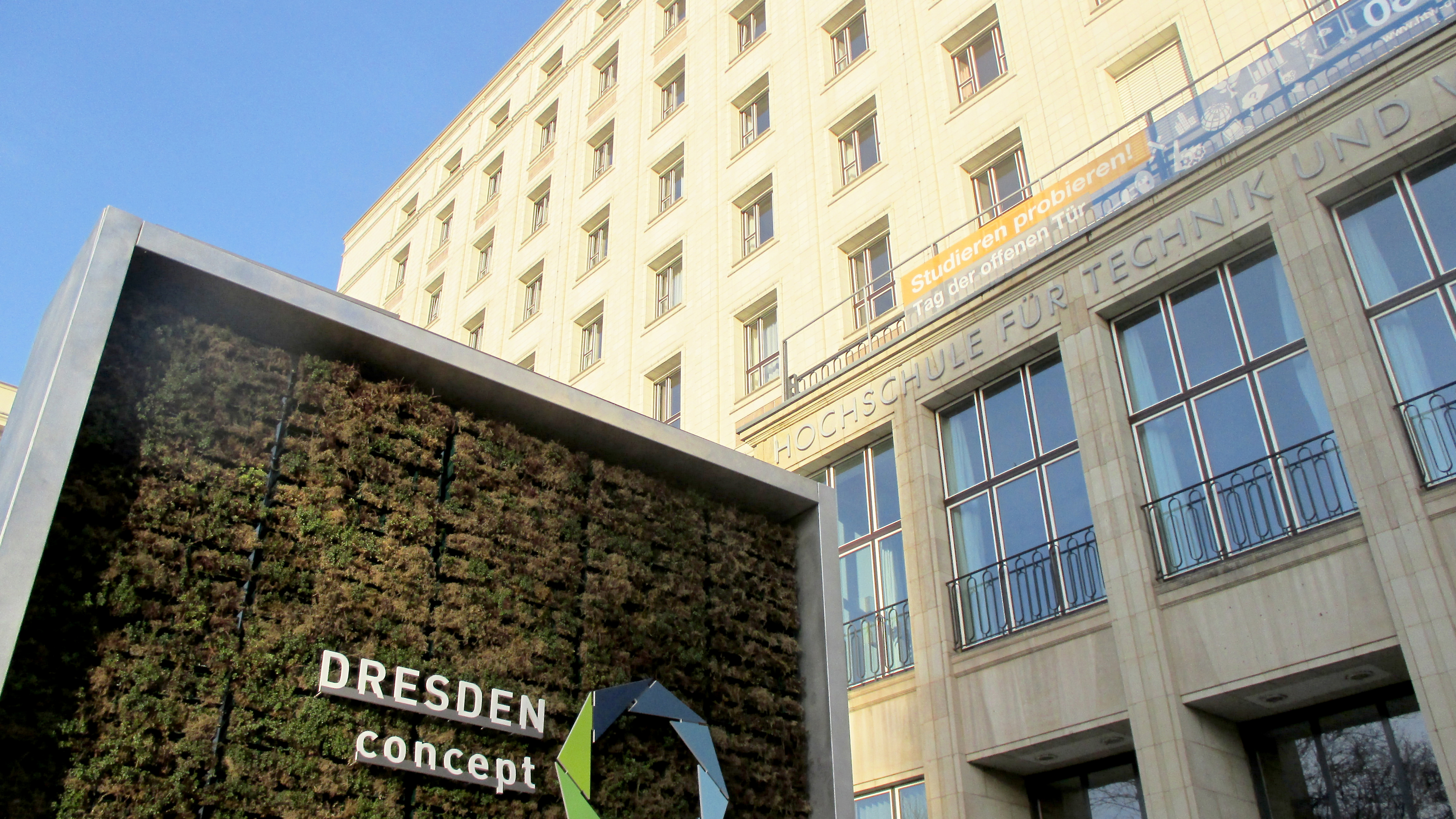
Vstupní portál Centrální budovy

V HTW probíhá výzkum věnovaný čtyřem základním oblastem:
- Mobilní systémy a mechatronika
- Základy udržitelného života
- Informační systémy
- Zakládání podniků

## Ústavy
- Centrum pro aplikovaný výzkum a technologie (ZAFT)
- Výzkumný institut pro inteligentní technické systémy (FITS)
- Centrum pro podniky střední velikosti (ZfM)

### Publikace
- Forschungsbericht. Dresden: Hochschule für Technik und Wirtschaft Dresden, 1998–2014. (německy)
- Forschungsbericht kompakt .... Dresden: Hochschule für Technik und Wirtschaft Dresden, 2016. (německy)
- Hochschulkompass : Nachschlagewerk für Studieninteressierte, Studierende, Beschäftigte und Unternehmen. Dresden: Hochschule für Technik und Wirtschaft Dresden, 2012–2013. (německy)
- Projekt- und Forschungsaktivitäten der Fakultät Geoinformation : 20 Jahre HTW Dresden. Příprava vydání Uwe Jäschke. Dresden: Fakultät Geoinformation, Hochschule für Technik und Wirtschaft, 2012. 85 s. (Dresdener kartographische Schriften ; 8). (německy)
- WissenD : das Magazin der Hochschule für Technik und Wirtschaft Dresden. Dresden: Hochschule für Technik und Wirtschaft Dresden, 2011–. (německy)